# كارولا بلوم
كارولا بلوم (بالألمانية: Carola Bluhm )‏ (و. 1962  م) هي سياسية ألمانية، ولدت في برلين، الحزب اليساري الألماني، شاركت في الانتخابات الرئاسية الألمانية 2010.

## مناصب
تولت منصب عضو مجلس الشيوخ عن برلين ‏ (2009–2011)
- عضو في برلمان برلين ‏.

## التعليم
تعلمت في جامعة هومبولت في برلين.

## روابط خارجية
- كارولا بلوم على موقع مونزينجر (الألمانية)